# Ziua internațională a protecției copilului

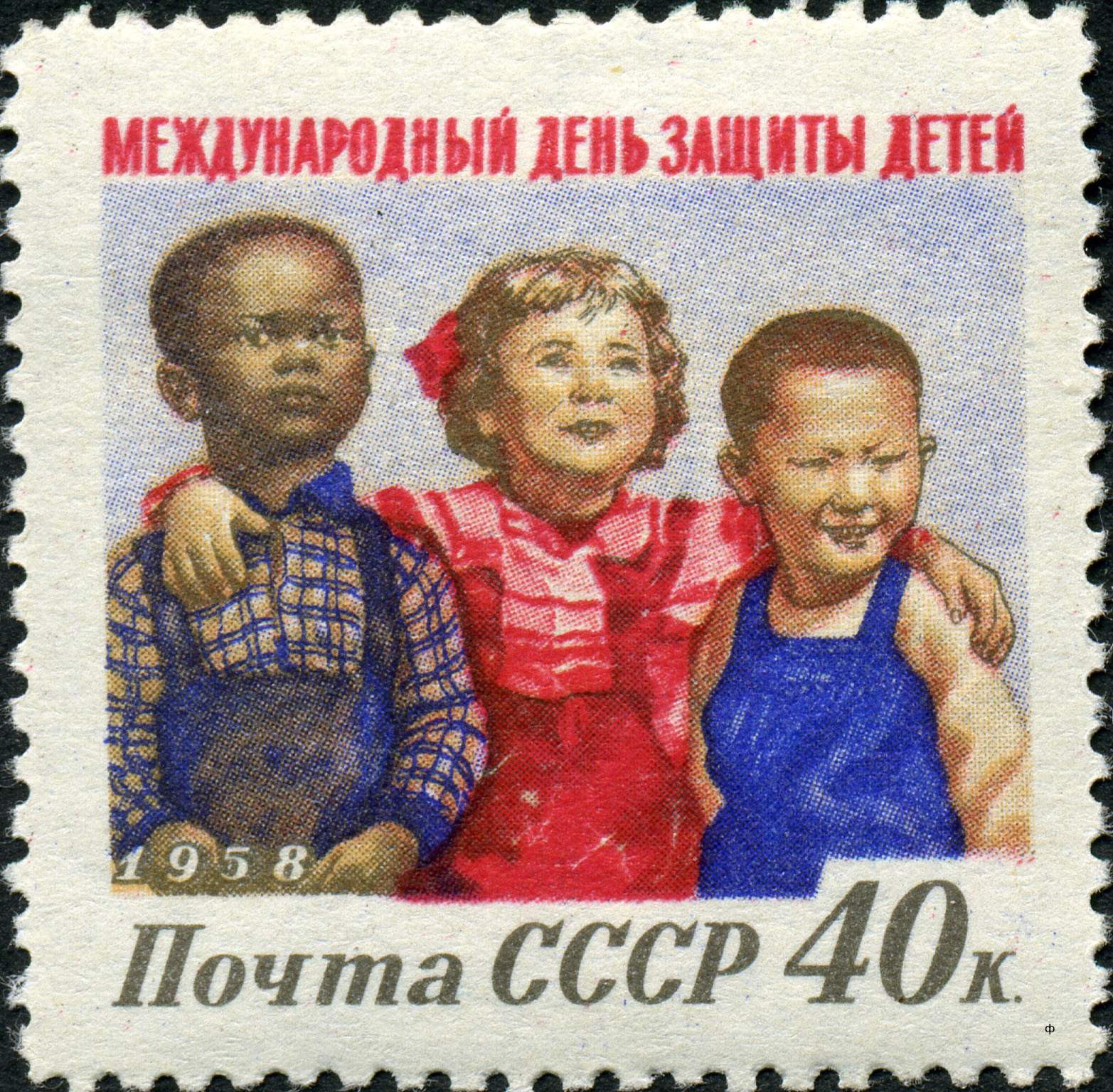
Etichetă poștală din timpul URSS, dedicată zilei internaționale a protecției copilului

Ziua internațională a copilului este sărbătorită anual pe 1 iunie, înființat în noiembrie 1949 la Paris și sărbătorită pentru prima dată în anul 1950.
În plus, copiii mai pot sărbători și Ziua mondială a copilului (20 noiembrie), Ziua protecției copiilor din Africa (16 iunie) și Ziua  Orhideei Albe (sărbătoarea copilului "din eprubetă") (prima duminică a lunii aprilie).

## Protecția dreptului la viață
Militanții antiavort au ales această zi pentru a efectua acțiuni în apărarea dreptului copiilor nenăscuți la viață. În diferite țări (Republica Cehă, Lituania, Belarus etc.) oamenii se întâlnesc  la 1 iunie sau într-una din următoarele zile, pentru a atrage atenția publicului la problema avortului.
În Rusia, de asemenea, sunt organizate acțiuni împotriva avortului, cum ar fi pichet, caravana auto și altele. Pe 1 iunie 2014, la Moscova, a fost planificat un miting. Organizatorii mitingului au fost cei de la mișcarea "Voia lui Dumnezeu" și toate ONG-ile care luptă împotriva avortului.
În Voronej, pe 2 iunie 2014 (luni) asistența medicală a planificat acțiunea "O Zi fără avorturi" în cinstea Zilei de protecție a copiilor.

## Alte acțiuni de sprijin a copiilor
De ziua Internațională a copilului 2014, a fost organizat o  acțiune numită "floare albă" din Sankt -Petersburg.Scopul acțiunii a fost strângere de fonduri pentru copii grav bolnavi și de a atrage atenția societății față de problemele
oncologie cu care se luptă minorii.

## De asemenea
- Protecția copiilor
- Ziua copilului
- Foster care